# Callidalena quintin
Espèce
Callidalena quintin est une espèce d'araignées aranéomorphes de la famille des Agelenidae.

## Distribution
Cette espèce est endémique de Basse-Californie au Mexique,.

## Publication originale
- Maya-Morales, Jiménez, Murugan & Palacios-Cardiel, 2017 : Four new genera of funnel-web spiders (Araneae: Agelenidae) from the Baja California Peninsula in Mexico. Journal of Arachnology, vol. 45, no 1, p. 30-66.